# Ronde van Oost-Java 2005
De Ronde van Oost-Java werd in 2005 voor de eerste keer gereden. De wedstrijd werd gereden tussen 27 juni en 1 juli.

## Etappe-overzicht
| etappe | datum   | start     | eindstreep | afstand  | winnaar           | land      |
| ------ | ------- | --------- | ---------- | -------- | ----------------- | --------- |
| 1e     | 27 juni | Sidoarjo  | Lamongan   | 171.1 km | Paul Griffin      | Ierland   |
| 2e     | 28 juni | Sidoarjo  | Batu       | 194.7 km | Ahad Kazemi Sarai | Iran      |
| 3e     | 29 juni | Sidoarjo  | Sidoarjo   | 62.4 km  | Samai Samai       | Indonesië |
| 4e     | 30 juni | Soerabaja | Bromo      | 124,4 km | Ghader Mizbani    | Iran      |
| 5e     | 1 juli  | Soerabaja | Soerabaja  | 30 km    | Samai Samai       | Indonesië |

## Algemeen klassement
| rang | renner               | land           | tijd        |
| ---- | -------------------- | -------------- | ----------- |
| 1    | Ahad Kazemi          | Iran           | 15u 24' 28" |
| 2    | Paul Griffin         | Ierland        | op 47"      |
| 3    | Robin Neil Reid      | Nieuw-Zeeland  | op 4' 43"   |
| 4    | Ghader Mizbani       | Iran           | op 6' 32"   |
| 5    | Christopher Bradford | Australië      | op 9' 29"   |
| 6    | Eddy Hollands        | Australië      | op 9' 45"   |
| 7    | Kuan Hua Lai         | Chinees Taipei | op 11' 21"  |
| 8    | Hossein Askari       | Turkije        | op 11' 34"  |
| 9    | Jung Hwan Youm       | Zuid-Korea     | op 12' 14"  |
| 10   | Parayak Mahawong     | Thailand       | op 12' 35"  |

2005 · 
2006 · 
2007 · 
2008 · 
2009 · 
2010 · 
2011 · 
2012 · 
2013 · 
2014